# HD 38858
HD 38858 (HR 2007 / HIP 27435 / GJ 1085) es una estrella en la constelación de Orión de magnitud aparente +5,97. Se encuentra a 50,8 años luz de distancia del sistema solar. 
HD 38858 es una enana amarilla de tipo espectral G4V y 5730 K de temperatura efectiva. Es un análogo solar cuyas características físicas son similares a las del Sol, con un radio de 0,95 radios solares y una luminosidad equivalente al 86% de la luminosidad solar.
Con una masa de 0,86 masas solares, tiene una edad estimada de 3190 millones de años, unos 1400 millones de años menos que nuestra estrella. Su cinemática corresponde a la de una estrella del disco fino, moviéndose, al igual que el Sol, cerca del plano galáctico. No obstante, su metalicidad, basada en la relación entre los contenidos de hierro e hidrógeno, es sólo el 57% de la que tiene el Sol.
La metalicidad y cinemática de HD 38858, así como el hecho de que no se conozca ningún planeta gigante orbitando a menos de 2 UA de ella —hasta el momento no se ha descubierto ningún planeta extrasolar—, han propiciado que haya sido seleccionada entre los 25 objetivos principales del Catálogo de Sistemas Estelares Habitables del Instituto SETI.